# Rotella
Rotella település Olaszországban, Marche régióban, Ascoli Piceno megyében. Lakosainak száma 803 fő (2023. január 1.). Rotella Ascoli Piceno, Castignano, Force, Montedinove, Venarotta és Montelparo községekkel határos.

## Népesség
A település lakossága az elmúlt években az alábbi módon változott:
| Lakosok száma | 884  | 870  | 803  |
|               | 2017 | 2018 | 2023 |